# 佩羅克峰
46°02′23″N 7°31′24″E / 46.03972°N 7.52333°E

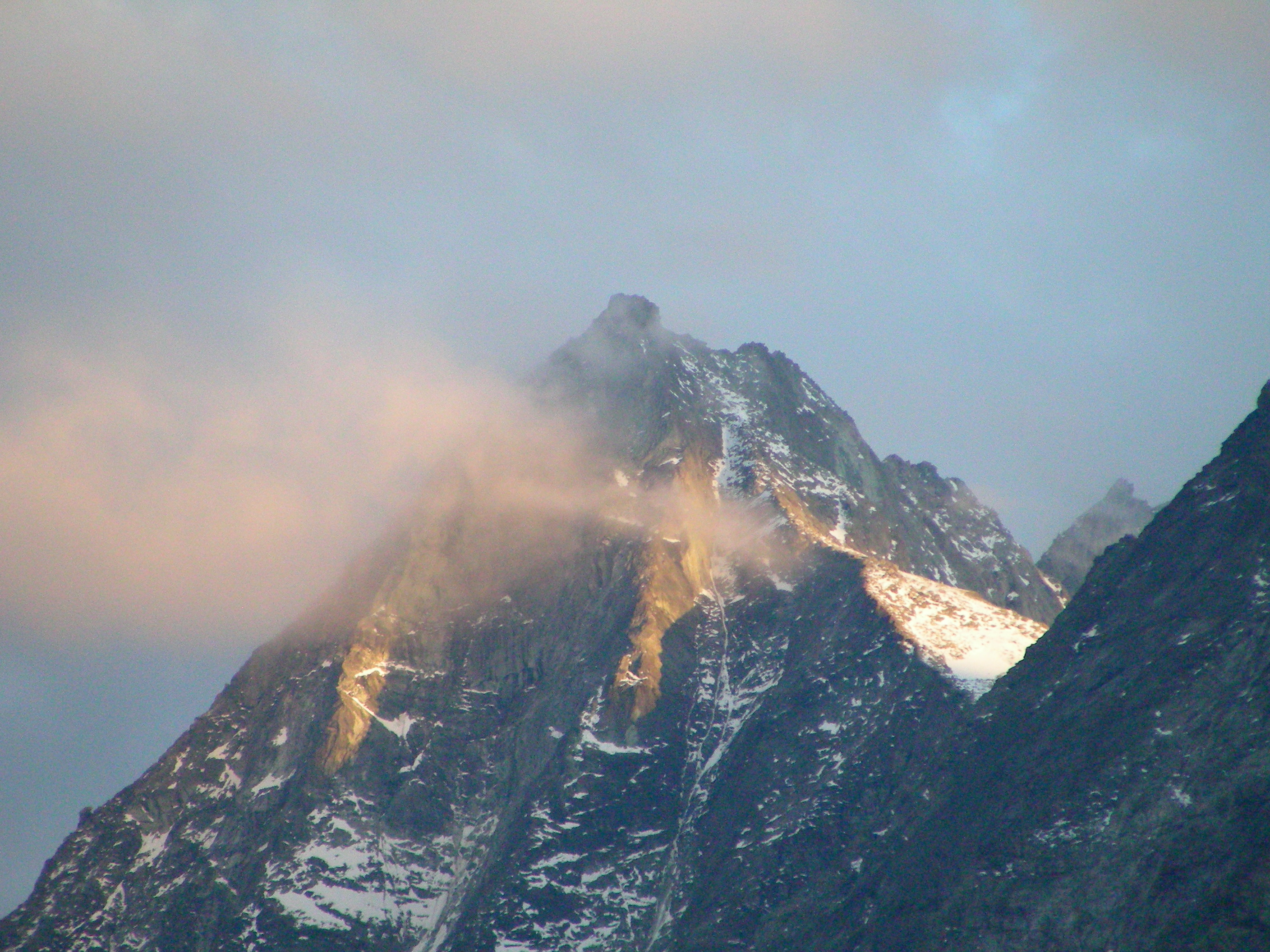

佩羅克峰（Dent de Perroc），是瑞士的山峰，位於該國西南部，由瓦萊州負責管轄，屬於本寧阿爾卑斯山脈的一部分，海拔高度3,676米，每年平均降雨量1,358毫米。